# NSK Carmina Ludicra
NSK Carmina Ludicra is een Nijmeegs studentenkoor dat zich richt op het instuderen en uitvoeren van operettes. 

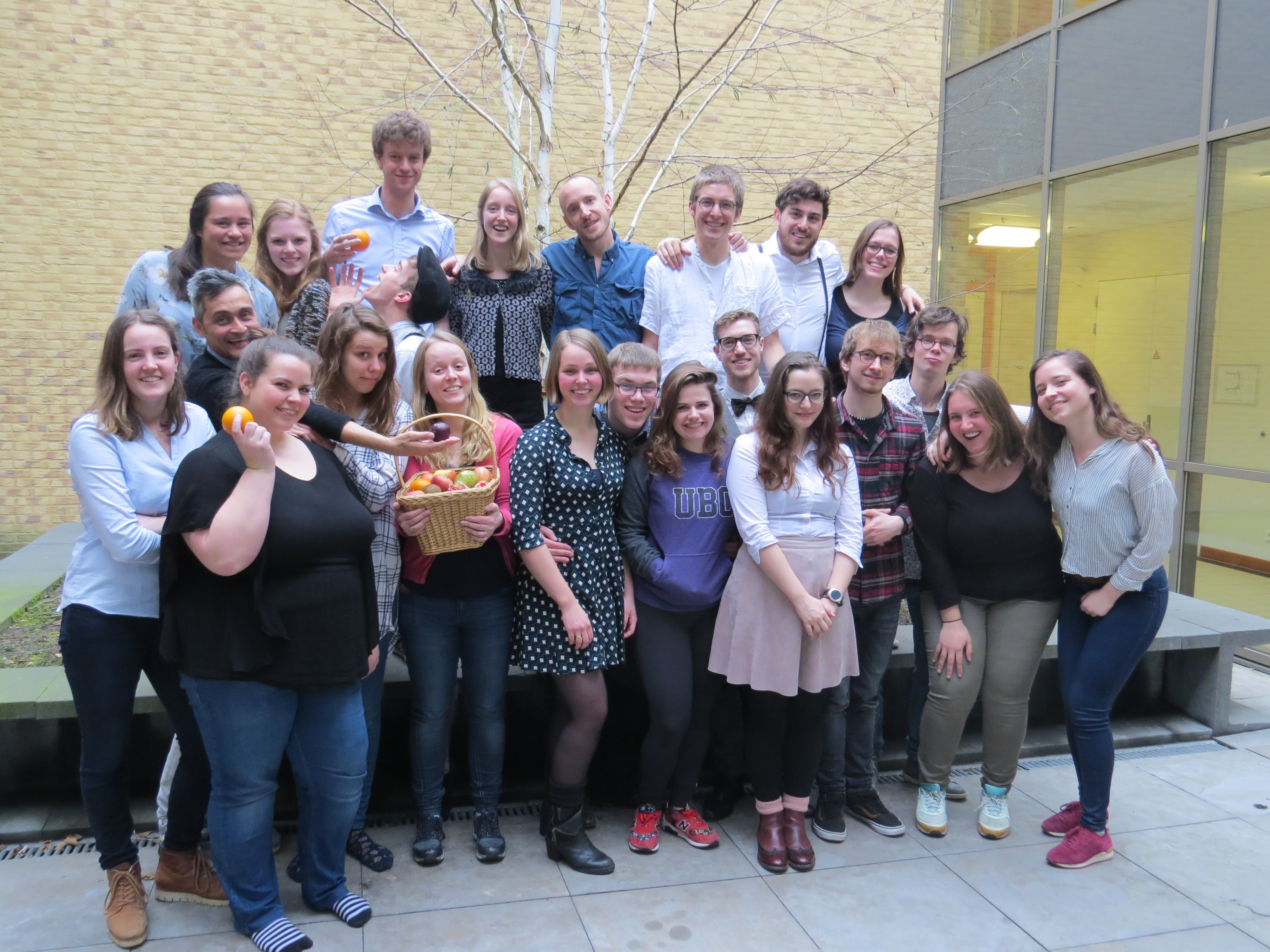
Groepsfoto van NSK Carmina Ludicra tijdens een repetitie van de operette "La Fille de Madame Angot"

Nadat het Nijmeegs studentenprojectkoor in 2012 de operette Trial by Jury uitvoerde, werd op 1 juli 2013 NSK Carmina Ludicra opgericht. Het idee voor een studentenoperettekoor is ontstaan door twee studenten Filosofie aan de Radboud Universiteit Nijmegen. Omdat zij zagen dat er nog geen vereniging in Nijmegen was waar (licht klassieke) zang en toneel gecombineerd kon worden, hebben zij dit eerste studentenoperettekoor van Nederland opgericht. Het koor repeteert wekelijks met een dirigent of repetitor.
In 2016 is in navolging van Carmina Ludicra ook in Amsterdam een studentenoperettekoor ontstaan: het ASPK (Amsterdams studentenprojectkoor), opgericht door een voormalig lid van het Nijmeegs studentenprojectkoor.

## Projecten
Carmina Ludicra voert sinds 2012 in Nijmegen operettes uit van verschillende componisten. 
Trial by JuryOp 14 en 18 juni 2012 bracht het Nijmeegs studentenprojectkoor – zoals Carmina Ludicra destijds nog heette – de operette Trial by Jury, een eenakter van Gilbert & Sullivan.
The Pirates of PenzanceVanaf de tweede operette die Carmina Ludicra uitvoerde, The Pirates of Penzance van Gilbert & Sullivan, treedt het koor op in theater de Lindenberg.
The ZooEen korte operette (slechts één akte) van Sullivan & Rowe.
The SorcererEen operette van Gilbert & Sullivan bestaande uit twee aktes.
La Belle HélèneLa belle Hélène, een operette van Jacques Offenbach bestaande uit drie aktes.
L'Île de TulipatanEen operette van Jacques Offenbach bestaande uit één akte.
Les BavardsEen samenwerkingsproject met het ASPK (Amsterdams Studentenprojectkoor). Wederom een operette van Jacques Offenbach, uitgevoerd in Elst (GLD) en Amsterdam.
Les Cloches de Corneville Een operette van Robert Planquette, bestaande uit 3 aktes.
La Fille de Madame AngotEen operette van Charles Lecocq, bestaande uit 3 aktes.
Orpheus in de Onderwereld (Orphée aux Enfers)Een operette van Jacques Offenbach, bestaande uit 4 aktes.
De Arme Student (Der Bettelstudent)Een operette van Karl Millöcker, bestaande uit 3 aktes. Deze operette is vanwege de coronapandemie een aantal malen verplaatst en uiteindelijk niet doorgegaan.
De straatzangeres
Een operette van Jacques Offenbach, bestaande uit 3 aktes. 